# Burcht Frankenstein
Burcht Frankenstein is een hooggelegen kasteel, 5 kilometer ten zuiden  van Darmstadt in Duitsland aan de noordrand van het Odenwald. Zoals de naam suggereert, geloven sommigen dat de burcht en haar folklore gebruikt zijn in Mary Shelleys Frankenstein, al blijft deze theorie onbewezen.
De burcht werd voor 1250 gebouwd door Konrad Reiz von Breuberg en werd nadien in keizerlijk eigendom gehouden, voornamelijk als buitenverblijf. In 1292 nam graaf Willem II van Katzenelnbogen het kasteel in bezit.
De vesting was in de late middeleeuwen een vrijwel onmogelijk in te nemen versterking. Tegenwoordig bestaat ze nog uit twee torens en een kapel. Door religieuze en territoriale twisten tussen de katholieke Frankensteins en de Lutherse landgraven van Hessen-Darmstadt, verkocht de familie de bezittingen rondom de burcht aan de landgraven in 1662 en vertrok naar hun verblijf in Wetterau.
De Duitse alchemist en filosoof Johann Konrad Dippel (1673-1734) werd geboren en leefde grotendeels op het kasteel Frankenstein. Hij stond erom bekend bij zijn handtekening Frankensteinensis toe te voegen, waarmee hij zijn geboorteplaats aanduidde. In de folklore uit de regio werd hij verdacht van het ontmantelen van dode lichamen, een misdaad die toen niet ongebruikelijk was bij anatomen, en dat hij vervolgens de dode wilde laten herleven door middel van proeven. Of al deze folkloristische vertellingen de Frankenstein-mythe beïnvloed hebben, is moeilijk te zeggen, omdat geen enkele ervan historisch gestaafd kan worden. 
Het is mogelijk dat de Shelleys op doorreis zijn geweest in het gebied toen ze Lord Byron gingen bezoeken in Geneve, waar Mary Shelley haar Magnum opus schreef naar aanleiding van een thema-avond over spookverhalen. Sommigen geloven dat Shelley het kasteel bezocht heeft en over de geschiedenis daar gehoord heeft. Waarschijnlijk is ze alleen maar het kasteel gepasseerd in haar rijtuig in de nacht en kan ze dus nooit het kasteel bezocht hebben.